# 25.º Prêmios Annie
O 25.º Prêmios Annie foi concedido pela International Animated Film Association para homenagear realizações notáveis na animação em 1997. Cats Don't Dance liderou com 8 indicações e ganhou dois prêmios, incluindo Melhor Animação, sendo o primeiro filme não Disney a ganhar. Hércules, da Disney, e Os Simpsons, da Fox, ganharam mais prêmios, com quatro. "Os Simpsons" ganhou o Melhor Animação Para Televisão pela quinta vez consecutiva.

## Informações da Cerimônia
A 25.ª cerimônia do Prêmios Annie aconteceu no domingo, 16 de novembro de 1997, no Pasadena Civic Auditorium, em Pasadena, Califórnia. A cerimônia começou às 14h com uma recepção com champanhe e os convidados tiveram tempo suficiente para se encontrarem e se cumprimentarem no pátio do lado de fora do teatro. O show foi apresentado pelo dublador Gary Owens e foi uma boa produção de duas horas de comentários espirituosos de Owens e vozes de personagens, filmagens de indicados, discursos de aceitação e apresentações de apresentadores como Bill Kroyer, Nick Bosustow, June Foray e Jerry Beck.

## Vencedores e indicados
Indica o ganhador dentro de cada categoria.

### Categorias de produção
| Melhor longa-metragem Cats Don't Dance da Turner Feature Animation, David Kirschner Productions - Hercules da Walt Disney Productions - Space Jam da Uli Meyer Features (animação); Character Builders (animação); Charles Gammage Animation (animação); Rees/Leiva Productions (animação); Spaff Animation (animação); Stardust Pictures (animação); Warner Bros.; Courtside Seats Productions; Northern Lights Entertainment | Melhor animação para televisão Os Simpsons da Gracie Films, Film Roman, Klasky Csupo - Dexter's Laboratory - King of the Hill da Fox, Film Roman - Pinky and the Brain da Warner Bros., Warner Bros. Animation, Amblin Entertainment - The Tick da Fox, AKOM Production Company, Fox Children's Network, Graz Entertainment; Sunbow Productions |
| Melhor produção animada de entretenimento doméstico Aladdin and the King of Thieves da Walt Disney Feature Animation - The Land Before Time IV: Journey Through the Mists da Universal Cartoon Studios - A Rugrats Vacation da Klasky Csupo, Nickelodeon - This Land Is Your Land: The Animated Kids' Songs of Woody Guthrie da Artisan Entertainment                                                                          | Melhor animação curta-metragem Bjork: I Miss You da Bjork’s Music Video - Saturday Night Live pelo episódio "The Ambiguously Gay Duo #2” - Saturday Night Live pelo episódio "The Ambiguously Gay Duo #3” - Action League Now!! da Rock-A-Big Baby - The Big Hunt                                                                               |
| Melhor Produção Promocional Super Mãe — Coca-Cola - Título Principal – The Angry Beavers - Título Principal – Gargoyles - Trailer Promocional – Spawn | |

### Prêmios individuais
| Melhor Realização em Direção Ron Clements e John Musker – Hércules ‡ - Mark Dindal – Cats Don't Dance - Bruce W. Smith e Tony Cervone – Space Jam | Destaque em Produção Alice Dewey, Ron Clements e John Musker – Hércules - David Kirschner e Paul Gertz – Cats Don't Dance - Ron Tippe – Space Jam |
| Melhor Conquista em Animação de Efeitos Mauro Maressa – Hércules - John Allan Armstrong – Cats Don't Dance - Bob Simmons – Cats Don't Dance - Jay Redd – Contact | Melhor Conquista em Animação de Personagem Nik Ranieri (pelo personagem Hades) – Hércules - Bob Baxter (pelo episódio "Sopro de Beethoven") – Timon & Pumbaa - Frans Vischer (pelos personagens Daria Dimple e Max) – Cats Don't Dance - Ken Duncan (pela personagem Meg) – Hércules |
| Melhor Conquista em Música Randy Newman – Cats Don't Dance - Mark Watters e Carl Johnson – Aladdin and the King of Thieves - Steve Goldstein – Cats Don't Dance - Leslie Bricusse – The Land Before Time IV: Journey Through the Mists - Woody Guthrie e Frank Fuchs – This Land Is Your Land: The Animated Kids' Songs of Woody Guthrie | Melhor Conquista Técnica Space Jam – Uli Meyer Features (animação); Construção de personagem (animação); Charles Gammage Animation (animação); Rees/Leiva Productions (animação); Spaff Animation (animação); Stardust Pictures (animação)‡                                          |

### Prêmios individuais de destaque na televisão
| Melhor Conquista em Direção Mikel B. Anderson – Os Simpsons pelo episódio "Homer's Phobia" - Charles Visser – Animaniacs pelo episódio "Noel" - John Rice – King of the Hill pelo episódio "Keeping Up with Our Jones" - Robert Gannaway e Tony Craig – Timon & Pumbaa pelo episódio "Beethoven's Whiff", "Bumble in the Jungle" e "Mind Over Matterhorn" - David Wasson – Cartoon Sushi pelo episódio "Voice B Gone" | Melhor Conquista em Produção Al Jean e Mike Reiss – Os Simpsons pelo episódio "The Springfield Files" - Genndy Tartakovsky – Dexter's Laboratory pelo episódio "Ham Hocks in Arm Locks" - Mitch Watson – Duckman pelo episódio "Ebony Baby" - Kathi Castillo – Earthworm pelo episódio "Hyper-Psycrow" - J. J. Sedelmaier – Saturday Night Live pelo episódio "The Ambiguously Gay Duo #2"                           |
| Melhor Conquista em Dublagem Masculina Rob Paulsen como Pinky – Pinky and the Brain - Jeff Bennett como Johnny Bravo – Johnny Bravo - Mike Judge como Hank Hill – King of the Hill - Phil Hayes como Tumbleweed Tex – School Daze - Townsend Coleman como The Tick – Tick | Melhor Conquista em Dublagem Feminina June Foray como Granny – The Sylvester & Tweety Mysteries - Christine Cavanaugh como Dexter – Dexter's Laboratory - Tress MacNeille como Debbie Douglas – Freakazoid! pelo episódio "Mission Freakazoid" - Brittany Murphy como Luanne – King of the Hill - Maggie Roswell como Sharry Bobbins – The Simpsons for the episode "Supercalifragilisticexpial(annoyed grunt)cious" |
| Melhor Conquista em Design de Produção Mitch Schauer – The Angry Beavers pelo episódio "Born to Be Beavers" - Mike Moon – Timon & Pumbaa pelo episódio "Bumble in the Jungle" - Kexx Singleton – Timon & Pumbaa pelo episódio "Beethoven's Whiff" - Sy Thomas Tex – Timon & Pumbaa pelo episódio "Bumble in the Jungle" - Barbara Schade – The Magic Pearl                                                            | Melhor Conquista em Música Alf Clausen – Os Simpsons - Michael Tavera, Charles Fernandez, Ron Grant e Harvey Cohen – Casper - Thomas Chase e Steve Rucker – Dexter's Laboratory - Carl Johnson – Mighty Ducks - Shirley Walker (música de abertura) – Superman - Michael Silversher e Michael Silversher – Boo to You Too! Winnie the Pooh                                                                           |
| Destaque em Roteiro Jason Butler Rote e Paul Rudish – Dexter's Laboratory pelo episódio "The Beard to be Feared" - Mark Young – Adventures from the Book of Virtues pelo episódio "Loyalty" - Alan R. Cohen e Alan Freedland – King of the Hill for pelo episódio "Shins of the Father" - Paul Lieberstein – King of the Hill for pelo episódio "Luanne's Saga" - Jane Wagner – Edith Ann's Christmas: Just Say Noel  | Destaque em storyboarding Nora Johnson – Cow and Chicken fpelo episódio "Orthodontic Police"‡ - Denise Koyama – Jungle Cubs pelo episódio "A Night in the Wasteland" - Eric Radomski – Spawn pelo episódio "Burning Visions" - Carolyn Gair-Taylor – Looney Tunes pelo episódio "Spaced-Out" - Bob Logan – Timon & Pumbaa pelo episódio "Bumble in the Jungle"                                                       |

### Múltiplas indicações e/ou vitórias
- Aladdin and the King of Thieves — 2 indicações
- Cats Don't Dance — 8 indicações
- Dexter's Laboratory — 5 indicações
- Hércules — 6 indicações
- King of the Hill — 6 indicações
- Os Simpsons — 5 indicações
- Pinky and the Brain — 2 indicações
- Saturday Night Live — 3 indicações
- Space Jam — 4 indicações
- Spawn — 2 indicações
- The Angry Beavers — 2 indicações
- The Land Before Time IV: Journey Through the Mists — 2 indicações
- The Sylvester & Tweety Mysteries — 2 indicações
- This Land Is Your Land: The Animated Kids' Songs of Woody Guthrie — 2 indicações
- Tick — 2 indicações
- Timon & Pumbaa — 6 indicações

## Prêmios do Júri
Prêmio Winsor McCay
Reconhecimento por contribuições de carreira para a arte da animação
- Willis H. O'Brien Reconhecimento póstumo
- Myron Waldman
- Paul Winchell

Prêmio June Foray
Reconhecimento do impacto benevolente/caritativo na arte e na indústria da animação
- Phyllis Craig Reconhecimento póstumo

Certificado de Mérito
Reconhecimento por serviços prestados à arte, artesanato e na indústria da animação
- Women in Animation
- The World Animation Celebration